# Hamas au Liban
 (janvier 2024).
La mise en forme du texte ne suit pas les recommandations de Wikipédia : il faut le « wikifier ».
Les points d'amélioration suivants sont les cas les plus fréquents. Le détail des points à revoir est peut-être précisé sur la page de discussion.
- Les titres sont pré-formatés par le logiciel. Ils ne sont ni en capitales, ni en gras.
- Le texte ne doit pas être écrit en capitales (les noms de famille non plus), ni en gras, ni en italique, ni en « petit »…
- Le gras n'est utilisé que pour surligner le titre de l'article dans l'introduction, une seule fois.
- L'italique est rarement utilisé : mots en langue étrangère, titres d'œuvres, noms de bateaux, etc.
- Les citations ne sont pas en italique mais en corps de texte normal. Elles sont entourées par des guillemets français : « et ».
- Les listes à puces sont à éviter, des paragraphes rédigés étant largement préférés. Les tableaux sont à réserver à la présentation de données structurées (résultats, etc.).
- Les appels de note de bas de page (petits chiffres en exposant, introduits par l'outil «  Source ») sont à placer entre la fin de phrase et le point final[comme ça].
- Les liens internes (vers d'autres articles de Wikipédia) sont à choisir avec parcimonie. Créez des liens vers des articles approfondissant le sujet. Les termes génériques sans rapport avec le sujet sont à éviter, ainsi que les répétitions de liens vers un même terme.
- Les liens externes sont à placer uniquement dans une section « Liens externes », à la fin de l'article. Ces liens sont à choisir avec parcimonie suivant les règles définies. Si un lien sert de source à l'article, son insertion dans le texte est à faire par les notes de bas de page.
- La présentation des références doit suivre les conventions bibliographiques. Il est recommandé d'utiliser les modèles {{Ouvrage}}, {{Chapitre}}, {{Article}}, {{Lien web}} et/ou {{Bibliographie}}. Le mode d'édition visuel peut mettre en forme automatiquement les références.
- Insérer une infobox (cadre d'informations à droite) n'est pas obligatoire pour parachever la mise en page.

Pour une aide détaillée, merci de consulter Aide:Wikification.
Si vous pensez que ces points ont été résolus, vous pouvez retirer ce bandeau et améliorer la mise en forme d'un autre article.

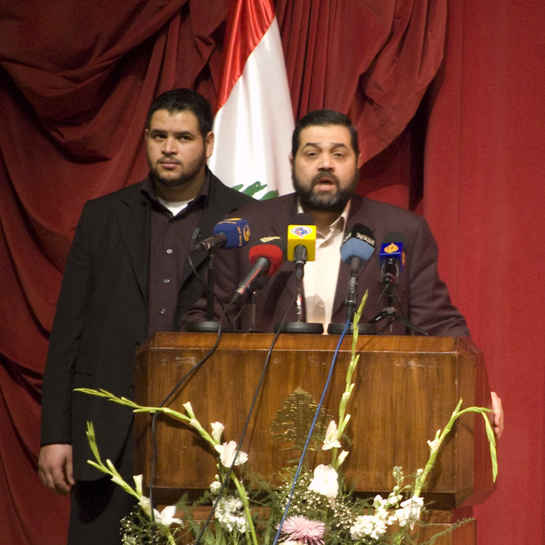
Oussama Hamdan, le plus haut représentant du Hamas au Liban.

La présence au Liban du Hamas s'est accrue à l'occasion de la guerre entre Israël et le Hamas de 2023-2024 et provoque de vives inquiétudes dans ce pays, en raison du risque d'instabilité qu'entraîne l'action sur son sol d'une faction fortement militarisée. Le combat mené au Liban par des Palestiniens armés qui luttaient pour la reconquête de leur territoire avait déjà précipité le Liban dans la guerre civile en 1975. 
La présence notable d'hommes du Hamas sur le sol libanais en 2023 résulte d'un rapprochement entre le Hezbollah libanais, milice chiite pro-iranienne, et le Hamas, milice islamiste sunnite. Les relations entre les deux organisations ont varié au fil du temps. Auparavant, cette présence avait été limitée et surveillée par le Hezbollah lui-même. La présence a gagné en importance à la suite de l'annonce de la formation de l'unité des Avant-gardes du Déluge Al-Aqsa par le Hamas à Beyrouth .

## Histoire

### Relations entre Hamas et Hezbollah
La relation entre le Hamas et le Hezbollah s'est développée au fil des ans selon L'Orient Today. Les deux organisations cherchant à saper l'OLP qu'elles accusaient de collaborer avec Israël, ont été étroitement alignées pendant certaines périodes.
Toutefois, leur relation s'est détériorée après l'alliance politique du Hamas avec la Turquie, un pays avec lequel l'Iran, soutien du Hezbollah, a eu des désaccords. Leur rupture s'est aggravée en 2011, lors du soulèvement syrien, lorsque le Hamas a soutenu les rebelles contre le gouvernement. Le Hezbollah combattait avec le gouvernement syrien contre les rebelles syriens, y compris les opérateurs du Hamas présents en Syrie.
La relation entre le Hamas et le Hezbollah a commencé à s'améliorer ces dernières années à la suite de l'amélioration des liens entre l'Iran et la Turquie. Le Hamas a eu des opérateurs au fil des ans dans les camps de réfugiés libanais, l'amélioration de la relation Hamas-Hezbollah-Iran a conduit à une augmentation de la présence et du pouvoir du Hamas au Liban, rapportée non seulement comme un soutien politique mais aussi militaire.
En 2017, Yahya Sinwar a pris la tête du Hamas à Gaza. Sinwar, ayant des relations étroites avec l'Iran selon New Lines Magazine, a réparé la relation du Hamas avec l'organisation libanaise Hezbollah et avec le président syrien Bachar al-Assad. La relation restaurée a uni l'organisation dans une "unité de champs de bataille" non officielle, signifiant que toute attaque contre un membre de l'alliance (comme le Hamas à Gaza) serait considérée comme une attaque contre tous.
En 2020, le leader du Hamas, Ismail Haniyeh, a été signalé en visite dans les camps de réfugiés palestiniens du Liban.
En 2022, Sinwar a révélé un traité entre l'"Axe de la Résistance" (libanais, palestinien, syrien et iranien). Les analystes soupçonnent l'existence d'une salle de sécurité conjointe au Liban. Malgré la coopération des organisations, selon Ahmed Abdul-Hadi, chef du bureau politique du Hamas à Beyrouth, le Hamas n'a pas informé le Hezbollah avant leur attaque du 7 octobre 2023 en Israël. L'historien Henry Laurens, professeur au Collège de France, estime probable le fait que les détails de cette attaque n'aient pas été communiqués aux alliés de l'organisation islamiste palestinienne, le Hezbollah et l'Iran.

### Camps de réfugiés palestiniens au Liban
Jeroen Gunning, professeur d'études moyen-orientales au Kings College de Londres, explique qu'historiquement, pendant le mandat français au Liban et le mandat britannique en Palestine, entre 1920-1948, la communauté du Sud-Liban et la communauté du Nord de la Palestine (Israël aujourd'hui) étaient entrelacées. 
Après la création de l'Etat d'Israël en 1948, les Palestiniens ont fui vers le Liban, établissant plusieurs camps de réfugiés au Liban. 
En 1969, l'État libanais a accordé aux camps l'indépendance pour gérer leur propre sécurité. Le Times of Israel explique que l'accord selon lequel l'armée libanaise s'abstient d'intervenir dans les camps de réfugiés palestiniens les a laissés vulnérables au contrôle des partis palestiniens, y compris le Hamas.

## Déclaration du Hamas 2023
Le 4 décembre 2023, en pleine guerre israélo-Hamas à Gaza en 2023, le Hamas a annoncé l'établissement officiel de l'organisation au Liban. L'unité basée au Liban a été nommée l'unité des "Avant-gardes du Déluge d'al-Aqsa",.
Selon un responsable américain rapporté sur Sky News, le Hezbollah a fourni des roquettes aux membres du Hamas au Liban pour les utiliser contre Israël lors du conflit frontalier Israël-Liban en 2023.

## Réactions
L'établissement des Avant-gardes du Déluge d'al-Aqsa a fait l'objet de sévères critiques de la part de diverses figures politiques et factions au sein du Liban. Beaucoup ont soutenu qu'une telle organisation, avec des implications militaires potentielles, pourrait empiéter sur la souveraineté du Liban et violer les résolutions internationales, en particulier l'accord de Taëf. 
Des critiques, y compris des membres du parti des Forces libanaises chrétiennes et d'autres figures politiques, ont exprimé des préoccupations quant à une éventuelle récurrence des problèmes historiques liés aux factions palestiniennes armées opérant depuis le territoire libanais. EN effet, la présence de Palestiniens armés sur le territoire avait provoqué une guerre civile au Liban en 1975.
Le Premier ministre libanais Najib Mikati a fermement rejeté l'établissement de la nouvelle organisation, soulignant qu'elle était inconcevable, et a insisté sur le fait que les éléments pertinents avaient clarifié qu'elle n'était pas destinée à une action militaire. Selon le chef du Courant Patriotique Libre, Gebran Bassil, l'établissement du Hamas au Liban a soulevé des préoccupations concernant la souveraineté et la stabilité du Liban.
Une attaque de drone israélien dans le quartier de Dahieh à Beyrouth le 2 janvier 2024 a conduit à l'assassinat de Saleh al-Arouri, le chef adjoint du bureau politique du Hamas et l'une des figures clés de l'attaque dirigée par le Hamas contre Israël en 2023.